# Tatjana Stoll (Juristin)
Tatjana Stoll (geboren 1961 oder 1962 in Siegen) ist eine deutsche Juristin, Gewerkschafterin und Richterin am Landesverfassungsgericht Sachsen-Anhalt.

## Beruflicher Werdegang
Tatjana Stoll studierte in Marburg Rechtswissenschaft. Ihr Rechtsreferendariat nach dem Ersten Staatsexamen leistete sie beim Amtsgericht ab. Nach dem Zweiten Staatsexamen bewarb sie sich beim DGB.
Tatjana Stoll ist seit 1991 bei der IG Metall. Zunächst war sie Rechtssekretärin bei der IG Metall Döbeln-Grimma. 1997 wechselte sie in die Bezirksleitung nach Berlin, im Jahr 2000 zur IG Metall Wolfsburg. Ab 2004 war sie acht Jahre Zweite Bevollmächtigte der IG Metall Halberstadt. Am 1. Dezember 2012 wurde sie Erste Bevollmächtigte der IG Metall Halberstadt und 2016 in ihrem Amt bestätigt.
Zum 1. Juni 2019 legte sie ihre Ämter aus gesundheitlichen Gründen nieder.
Am 14. November 2014 wählte der Landtag von Sachsen-Anhalt Tatjana Stoll zur stellvertretenden Richterin der 4. Amtsperiode des Landesverfassungsgerichts Sachsen-Anhalt. Sie wurde am 29. Januar 2015 vom Präsidenten des Landtags auf die kommende siebenjährige Amtszeit vereidigt.

## Publikationen (Auswahl)
- Hasso Düvel, Herbert Scheibe, Tatjana Stoll (Hg.): Aufbau Ost. Notwendiges Übel oder Investition in die Zukunft? Steidl Verlag, Göttingen 2000